# Il navigatore del diluvio
Il navigatore del diluvio è un saggio romanzato di Mario Brelich del 1954 (pubblicato per la prima volta nel 1979) che tratta della storia di Noè, ed in particolare il suo ruolo prima, durante e dopo il Diluvio Universale.

## Trama
L'annuncio a Noè da parte del Signore della Sua intenzione di scatenare il Diluvio Universale sull'umanità coglie il patriarca completamente di sorpresa. Comincia da qui l'indagine di Brelich su quello che deve aver provato Noè, sui suoi dubbi, sul suo sconforto, sulle conclusioni che trae da un angosciato ed inesausto riflettere su quello che stava per accadere. E Noè passa quindi dalla tranquilla vecchiaia priva di prole dei suoi cinquecento anni ad un sorprendente furore riproduttivo che gli dà in rapida successione i tre figli Sem, Cam e Jafet, e che dà il via ad una stirpe che sarà la sola a salvarsi dal Diluvio.
Essendo l'unico a conoscenza dell'immane disastro che sta per scatenarsi, causa lo sconcerto della sua famiglia mettendo tutti all'opera nella costruzione di un'arca nel bel mezzo della pianura, viene preso per pazzo e rasenta effettivamente la pazzia, combattuto com'è tra il voler servire il suo Dio e la voglia di avvertire tutte le genti dell'umanità della catastrofe che sta per abbattersi su di loro.
Quando poi l'inevitabile si compie, Noè si ritrova con la sua famiglia ed i suoi animali su una Terra deserta e priva di vita, e compie un atto intorno al quale ruota tutta l'inchiesta a posteriori di Mario Brelich: produce il vino, primo uomo della Storia, e si ubriaca.

## Edizioni
- Mario Brelich, Il navigatore del diluvio, collana Piccola Biblioteca Adelphi, Adelphi, 1991,  p. 156.